# Chemin-d'Aisey
Chemin-d'Aisey è un comune francese di 60 abitanti situato nel dipartimento della Côte-d'Or nella regione della Borgogna-Franca Contea.

## Società

### Evoluzione demografica
Abitanti censiti